# ジョージ・アンタイル
ジョージ・アンタイル（George Antheil, 1900年7月8日 - 1959年2月12日）は、アメリカ合衆国の作曲家・ピアニスト。自叙伝『音楽の悪童 Bad Boy of Music 』において「ユダヤ系ポーランド人」と出自を自称しているが、事実はルター派を信仰するドイツ系ユダヤ人の家系であった。

## 生涯
本名ゲオルク・カール・ヨーハン・アンタイル（Georg Carl Johann Antheil）。ニュージャージー州出身。当初はもっぱらヨーロッパにおいて演奏会ピアニストとして経歴を打ち立て、1920年代には、友人エズラ・パウンドの愛人オルガ・ラッジとしばしば演奏旅行を行なったが、やがてストラヴィンスキーに強く影響された前衛音楽の旗手として知られるようになった。最も名高い作品は、1926年の「バレエ・メカニック」であるが、これは演奏会用に企図された作品であって、曲名に反して、舞踏音楽としては作曲されてはいない。この曲において踊り子を演ずるのは機械であり、電子ブザーや航空機のプロペラといった部品が含まれていた。この作品は初演において、騒動と評論家の非難を巻き起こしたが、一部からは評価された。
1930年代になるとアンタイルの作風はより伝統的になっていくが、同時に作曲家として生計を立ててゆくことが難しくなり、たびたび映画音楽の作曲や、雑誌への記事投稿などで糊口を凌いだ。一例を引くと、内分泌学の研究が趣味だったので、『エスクワイア』誌に内分泌腺に関する一連の論文を寄せている。自伝『音楽の悪童』（1945年）は成功作で、精彩に満ちた娯楽作だが、体験談については必ずしも事実として受け容れられるわけではない。
1940年代以降は、オペラや映画音楽の作曲家として引く手あまただった。1959年にニューヨーク市にて他界。正妻ボスキ夫人との間にピーターをもうけたほか、愛人との子クリス・ボーモントも残した。後にクリスは、認知を求めてピーターと争ったという。
1942年に美人女優としても有名だった発明家のヘディ・ラマーと、周波数ホッピング拡散スペクトラムを共同開発しており、これが現在の携帯電話・無線LANの技術へとつながった。

## 主要作品一覧

### 著作
- Death In the Dark (1930) Stacey Bishop名義で刊行された推理小説
- Everyman His Own Detective: A study of glandular criminology (1937)
- 『来る戦争の形』(The Shape of the War to Come) (1940)
- Bad Boy of Music (1945)

### 映画音楽
- The Spectre Of The Rose
- 平原児 The Plainsman (1937)
- The Buccaneer (1938)
- The Pride and the Passion (1957)
- 20 Million Miles to Earth (1957) (uncredited)
- The Young Don't Cry (1957)
- The Werewolf (1956) (uncredited)
- The Juggler (1953)

### オペラ
- The Brothers (1954)
- Helen Retires (1930-31)
- Venus in Africa (1954)
- Volpone -- A Satire in Music(1949-52)
- The Wish (1954)
- Transatlantic

### 著名な作品
- バレエ・メカニック Ballet mécanique (初稿は1924年)
- 航空機のソナタ Airplane Sonata (1923年)
- 未開のソナタ Sonate Sauvage (1923年)
- 女のソナタ Woman Sonata (1923年)
- 百頭女 La Femme 100 Tetes (1930年代)
- ジャズ・ソナタ（1923年および1940年代）
- 交響曲 6曲（5番が重複しているため、実際は7曲）